# Neung-sur-Beuvron
Neung-sur-Beuvron là một commune thuộc tỉnh Loir-et-Cher trong vùng Centre-Val de Loire miền trung nước Pháp.